# Kolej normalnotorowa
Kolej normalnotorowa – kolej, która używa torów z odległością między wewnętrznymi powierzchniami główek szyn wynoszącą 1435 mm.

## Galeria

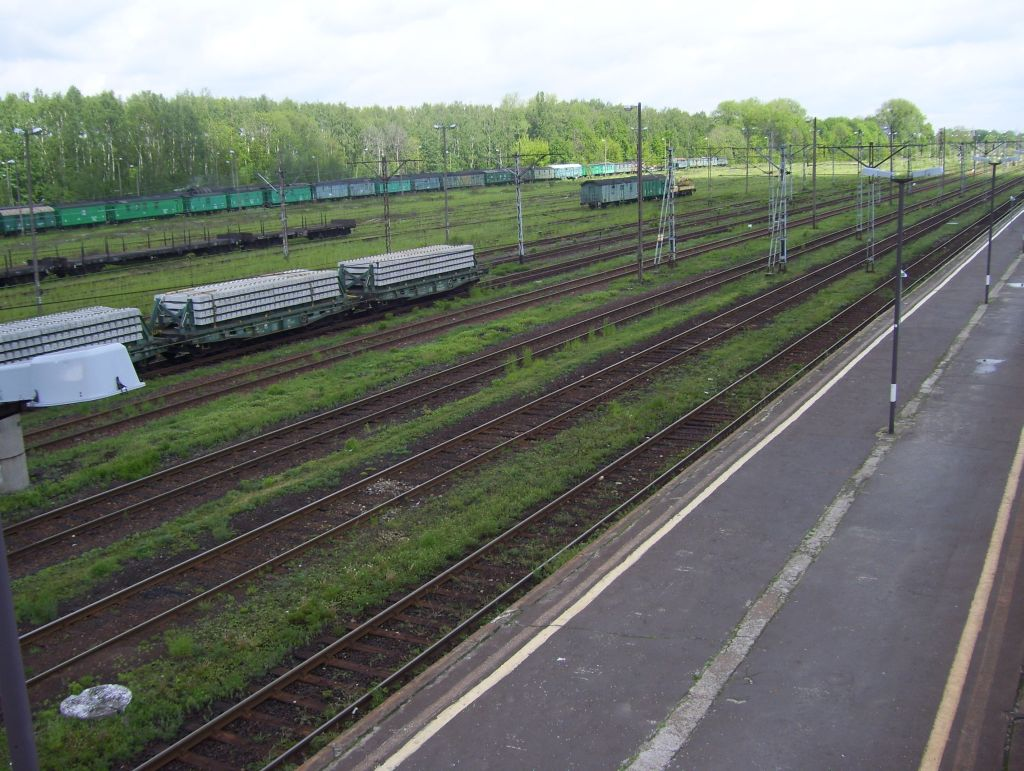
Rozbudowane torowisko normalnotorowe na stacji Łódź Widzew
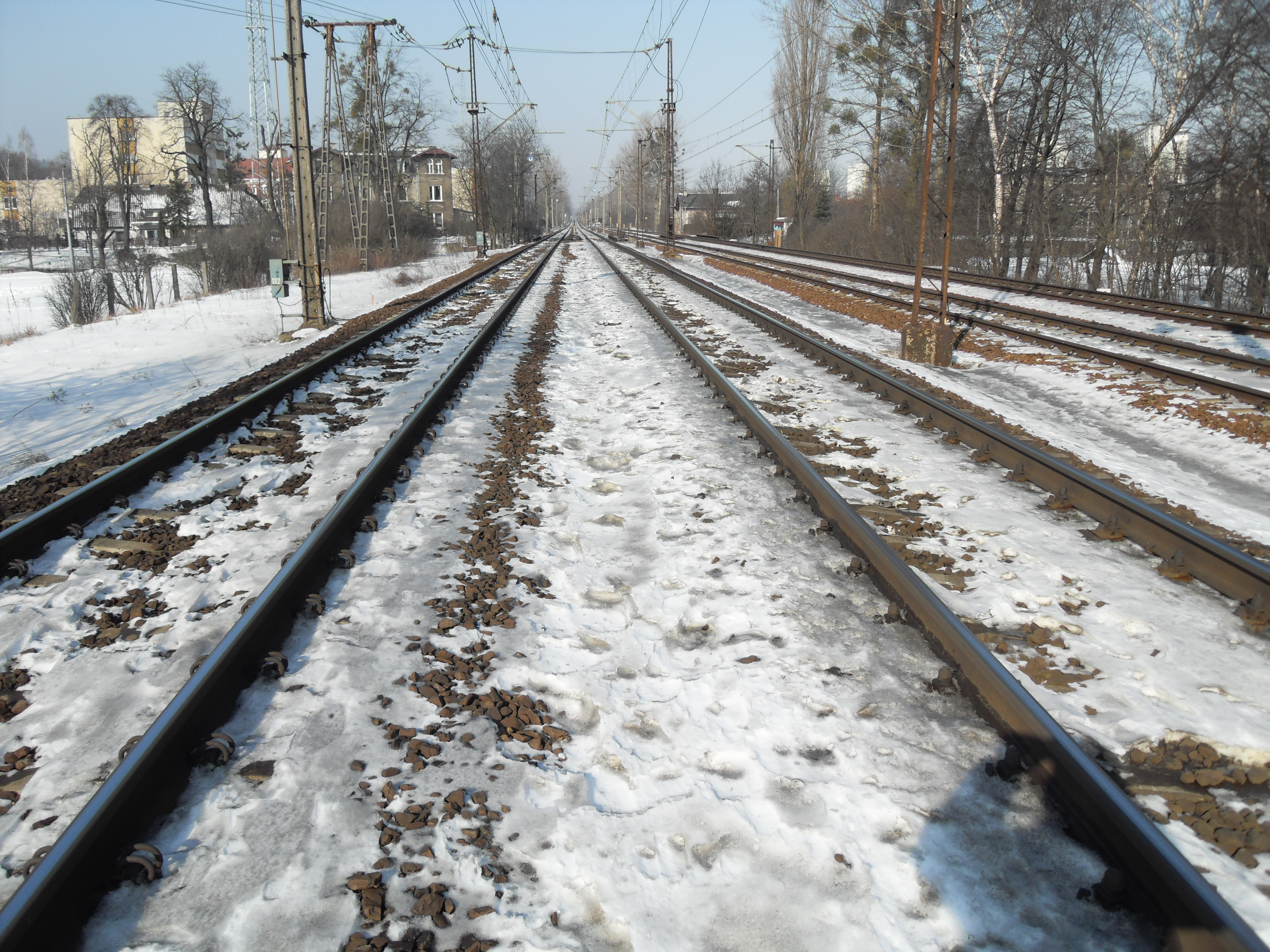
Tory normalne w pobliżu stacji Gdańsk Oliwa